# ユナイテッド・オートスポーツ

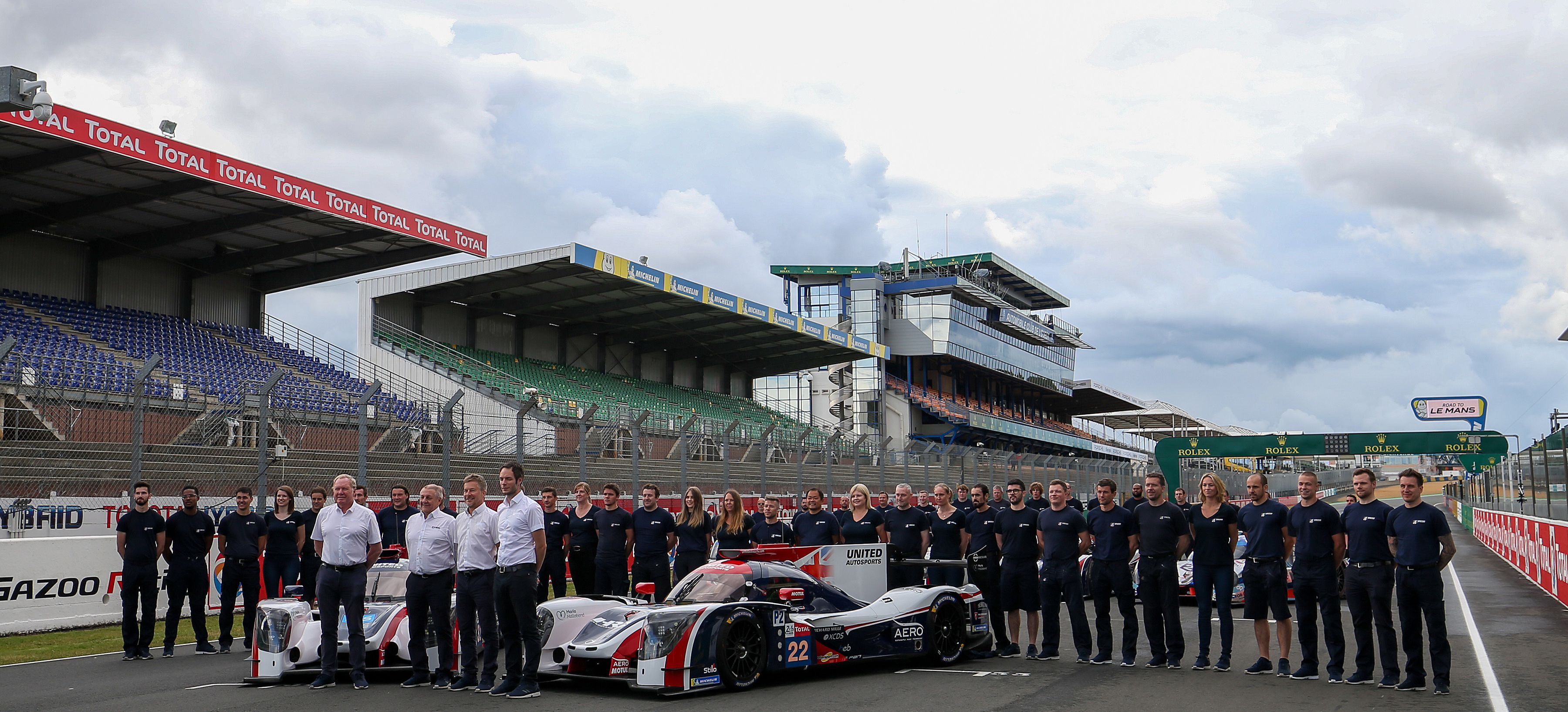
2019年のル・マン24時間レース

ユナイテッド・オートスポーツは、アメリカの実業家で元レーシングドライバー、マクラーレンCEOのザク・ブラウンと、元イギリスのレーシングドライバーであるリチャード・ディーンによって2009年に設立されたレーシングチームである。
チームはFIA 世界耐久選手権（WEC）、ヨーロピアン・ル・マン・シリーズ（ELMS）、ユナイテッド・スポーツカー選手権などの世界中のスポーツカーレースに出場している。
また、ロレックス・モントレー・モータースポーツ・リユニオン、ル・マン、シルバーストンなど世界中のイベントで、歴史的なクラシックレースカーでレースを行っている。

## 略歴

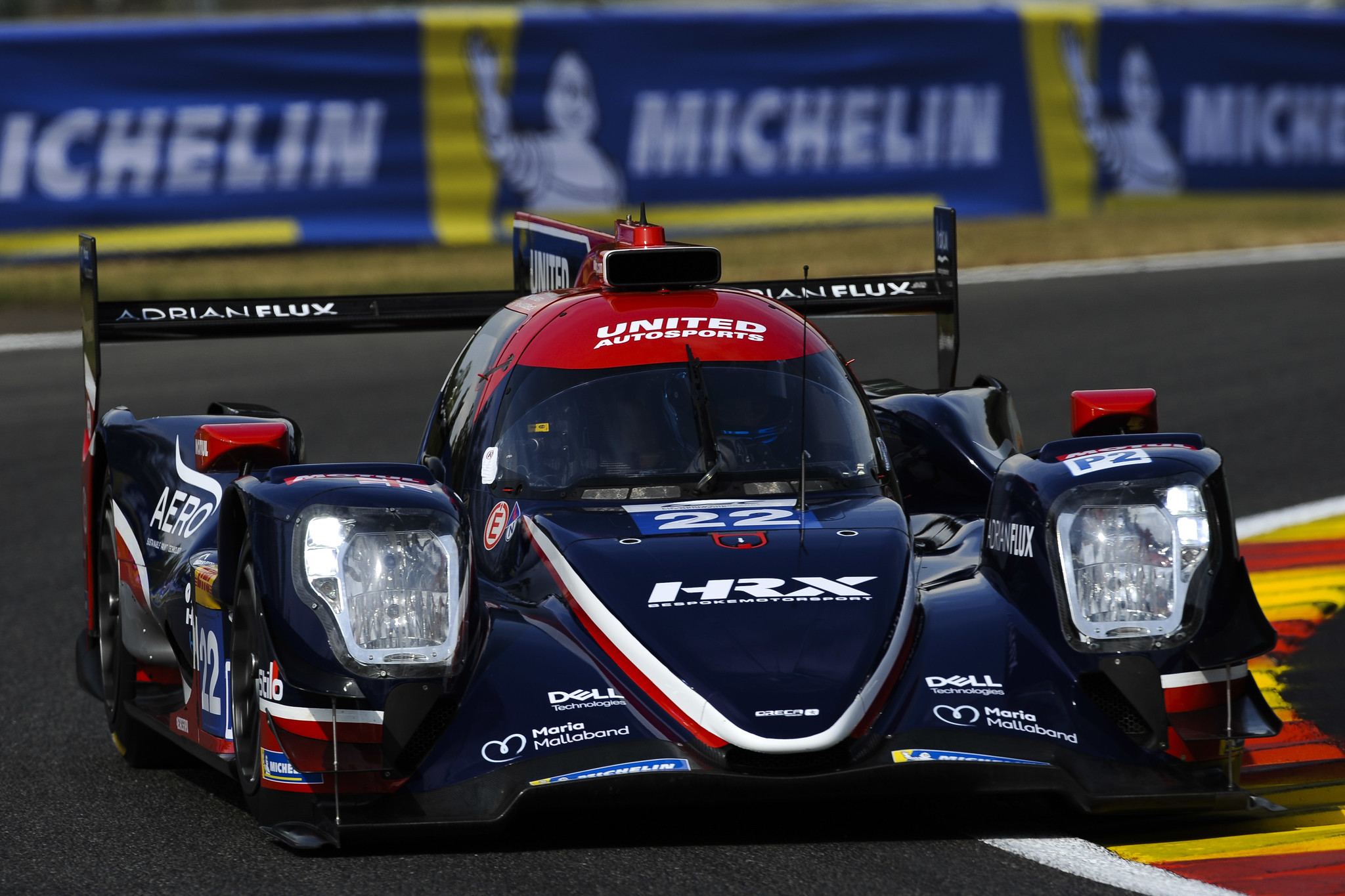
2020年8月スパ。WEC、LMP2クラス優勝を記録した。

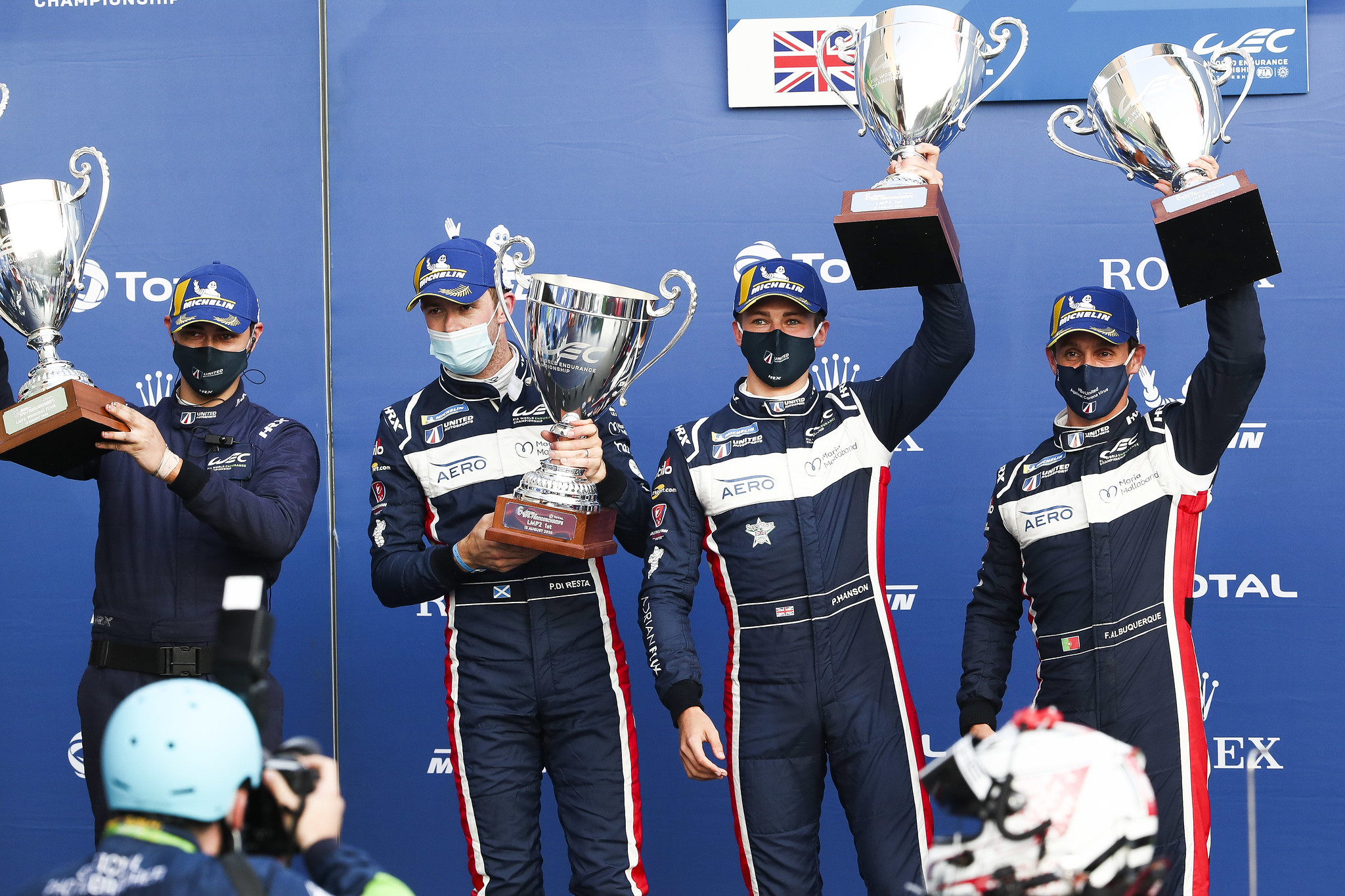
ポール・ディ・レスタ（左から2番目）、フィリップ・ハンソン、フェリペ・アルブケルケ。2020年8月のWEC スパ6時間レースでの表彰台。

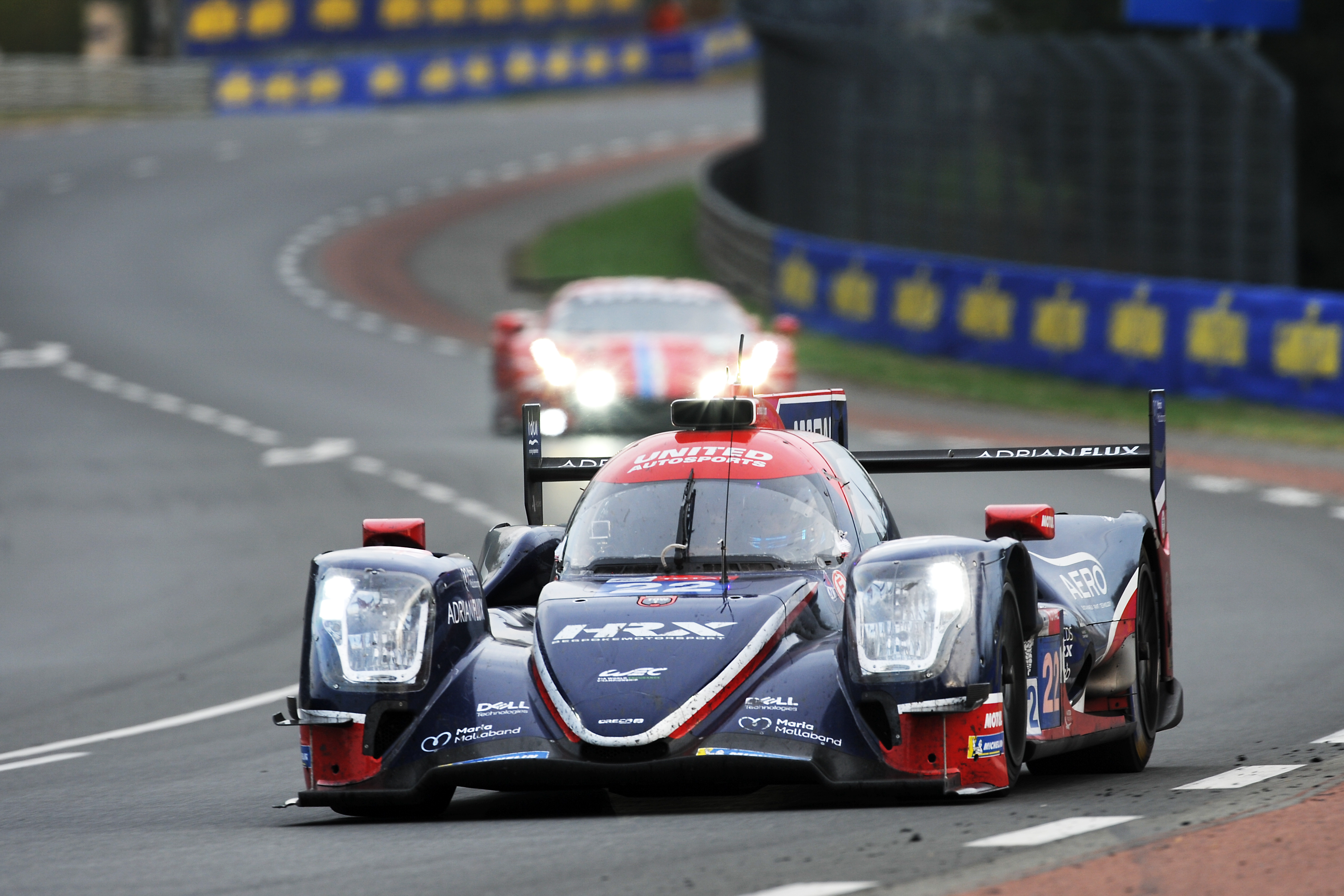
2020年9月、ル・マン24時間レース。オレカ・07

2009年のチーム設立以来、ル・マン24時間レース、スパ24時間レース、バサースト12時間レース、ガルフ12時間レース、ドバイ24時間レース、イギリスツーリングカー選手権、ヨーロッパスーパーカーチャレンジ、ジネッタGT4スーパーカップ、FIA GT3ヨーロッパ選手権、ブランパン耐久シリーズイギリスGT選手権など、世界中のレースに出場した。チームはまた、デイトナ24時間レース、インターコンチネンタル・ル・マンカップ、マカオGTカップ、プチ・ル・マンにも出場した。
ユナイテッド・オートスポーツはオーストラリアの、ウォーキンショー・アンドレッティ・ユナイテッドと米国を拠点とするアンドレッティ・オートスポーツの2つの世界的に有名なモーターレーシングチームとパートナーシップを結んでいる。アンドレッティとユナイテッドは、エクストリームEに向けて協力し、電動SUV車で参戦した。
ユナイテッドオートスポーツは、フェルナンド・アロンソ、マーク・ブランデル、デビッド・ブラバム、マーティン・ブランドル、エディ・チーバー、ポール・ディ・レスタ、ジョニー・ハーバート、ステファン・ヨハンソン、アリー・ルイエンダイク、ファン・パブロ・モントーヤ、ブルーノ・セナ、マルクス・ヴィンケルホックなど、主要イベントでチームが参戦の為、熟練したゲストドライバーと頻繁に契約している。チームのドライバーラインナップには、ブレンドン・ハートレイ、アレックス・リン、ランド・ノリスなどのレーシングドライバーも登場している。

### ヒストリックレース
ユナイテッド・オートスポーツはレース活動の他に、ヒストリックカーレースや歴史的なレーシングカーの準備にも携わっている。チームの車のコレクションは、何十年のレースシリーズに及び、1991年のアイルトン・セナのマクラーレン・MP4/6、1980年のアラン・ジョーンズのウィリアムズ・FW07、1970年のジャッキー・スチュワートのマーチ・701が含まれている。また、1986年のポルシェ・962やJLP-3のポルシェ・935などのスポーツカーのメンテナンスとレースも行っている。チームは、ロレックス・モントレー・モータースポーツリユニオン、ル・マン・クラシック、毎年恒例のシルバーストン・クラシックなど、世界中のイベントに参加している。

## 歴史

### 2010年
チームの最高成績は、FIA GT3ヨーロッパ選手権、スパ・24時間 、珠海1000km、マカオグランプリでの表彰台獲得だった。

### 2011年
デイトナ24時間レースでメイヤー・シャンク・レーシングと提携し、デイトナ・プロトタイプクラスにライリー・フォードDPで参戦し、マーティン・ブランドル、マーク・ブランデル、マーク・パターソン、ザク・ブラウンが4位に入った。英国GT選手権では、マット・ベル、ジョン・ビントクリフ、ジェイ・パーマー、マイク・ガシューが出場した。また、マット・ベル、ザク・ブラウン、ジョー・オズボーン、マーク・パターソンとFIA GT3 ヨーロッパ選手権に出場した。プチ・ル・マンにも参戦し、ドライバーはマーク・パターソン、ステファン・ヨハンソン、ザク・ブラウンがドライブした。

### 2012年
チームは2台のアウディR8 LMSでドバイ24時間レースにデビューした。チームはまた、マクラーレン・MP4-12C GT3の最初のカスタマーとなり、ブランパン耐久シリーズにドライバーは、ザク・ブラウン、マーク・ブランデル、マーク・パターソン、アルヴァロ・パレンテ、マット・ベル、デビッド・ブラバムで2台が出走した。英国GT選手権ではアウディR8 LMSでレースしていたが、最後の数ラウンドはマクラーレン・MP4-12C GT3に切り替えた。こちらではベルとチャールズ・ベイトマンが英国GT選手権のスネッタートンで初勝利をもたらした。さらに英国GT選手権のシルバーストンでベルとベイトマンが、そしてドニントン・パークでブラウンとパレンテが優勝した。

### 2013年
2台のマクラーレンMP4-12C GT3と、1台のアウディR8・LMSウルトラで英国GT選手権に参戦した。ベルとパターソンは、最終ラウンドのドニントンパークで優勝し、その他3度の表彰台を獲得し、チャンピオンシップで2位になった。彼らはアウディのタイトルをわずか0.5ポイントで逃した。しかし、ジム・ゲディーとグリン・ゲディーはマクラーレンMP4-12C GT3でヨーロピアンスーパーカーチャレンジで勝利を収め、チームが初のチャンピオンシップタイトルを獲得したシーズンであった。

### 2014年
ユナイテッドオートスポーツは新しいカテゴリーに進出し、トヨタ・アベンシスツーリングカーで、ドライバーはジェームズ・コールとグリン・ゲディーのペアで英国ツーリングカー選手権に出場した。チームはまた、ルーク・ダヴェンポートとカール・ブリーズがジネッタ・GT4スーパーカップに出場、その年のチームタイトルを獲得した。その他、GTカップチャンピオンシップに出場し、マクラーレンMP4-12C GT3でジムゲディがGTOタイトルを獲得した。また、英国GT選手権ではアウディ・R8 LMSウルトラで参戦した。

### 2015年
アウディ・R8 LMSウルトラとドライバーのフィル・バーガンと共にGTカップチャンピオンシップに参戦した。また翌年、ヨーロピアン・ル・マンシリーズ（ELMS）に2台のLMP3カーでスポーツプロトタイプカーに移行する計画を立てた。

### 2016年
ユナイテッド・オートスポーツは、ヨーロピアン・ル・マン・シリーズの開幕戦のシルバーストンに、2台のリジェ・JS P3とドライバーはアレックス・ブランドル、マイク・グアスク、クリスチャン・イングランドと、マーク・パターソン、ウェイン・ボイド、マシュー・ベルのトリオでデビューをした。チームは最初の3レースを優勝、年間を通じて8つの表彰台を獲得し、1ラウンド残し、チームとドライバーのダブルタイトルを獲得した。チームはまた、ル・マン24時間レースのサポートレースの1つである、ロード・トゥ・ル・マンに参加し、元F1ドライバーのマーティン・ブランドルがクリスチャン・イングランドとペアを組んだ。そしてブランドルがポールポジションを獲得した。アメリカ人ペアのガイ・コスモとマイク・ヘドランドが2台目のリジェ・JS P3で参戦。コスモがレースのファステストラップを記録し、サルト・サーキットのLMP3ラップ記録を樹立し、結果2位、5位に入った。

### 2017年

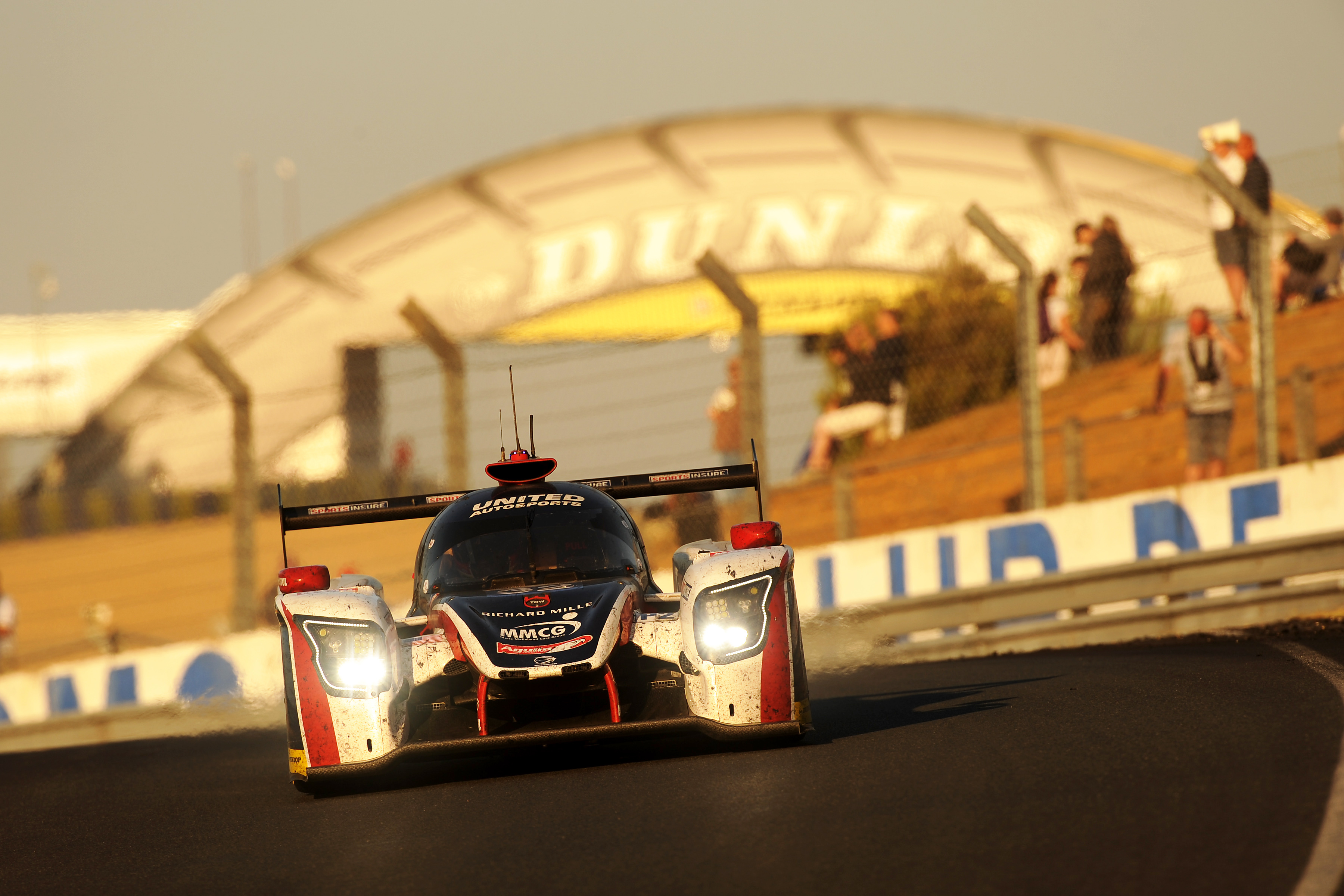
リジェ・JS P217（2017年）

チームは2017のELMS にリジェ・JS P217でエントリーし、LMP2クラスに初出場した。フェリペ・アルブケルケ、ウィル・オーウェン、ウーゴ・ドゥ・サデレールは、2回の優勝と、合計3回の表彰台を獲得し、チャンピオンシップで2位だった。チームはまた、2台のリジェ・JS P3でも参戦し、ジョン・ファルブとショーン・レイホール（USA）の好成績で、ELMSのLMP3タイトル2連覇に成功した。6月には、ル・マン24時間レースにデビューし、LMP2クラス4位（総合5位）でフィニッシュした。
英国が拠点の自チームは、ミシュラン・ル・マンカップにもリジェ・LMP3カーを投入し、リジェUK事業を支援した。

### 2018年
ユナイテッド・オートスポーツは、新たに25％の株式を保有し、ウォーキンショー・アンドレッティ・ユナイテッドとしてスーパーカーズチャンピオンシップに参戦した。チームはトム・ウォーキンショー・レーシングのトム・ウォーキンショーの息子であるライアン・ウォーキンショーと、マイケル・アンドレッティがオペレーションするアンドレッティ・オートスポーツと共同所有している。
チームは、F1で2度の世界チャンピオンであるフェルナンド・アロンソ、2018年マクラーレンF1テストおよびリザーブドライバーのランド・ノリス、元F1および元DTMチャンピオンのポール・ディ・レスタが、デイトナ24時間レースに出場した。ディ・レスタは、ウーゴ・ドゥ・サデレール、ウィル・オーウェン、ブルーノ・セナとともに、総合4位でフィニッシュした。ドゥ・サデレール、オーウェン、ファン・パブロ・モントーヤのトリオで、ル・マン24時間レースにリジェ・JS P217で出場、クラス3位（総合7位）だった。ELMSでは、チームランキング4位（LMP2）と3位（LMP3）だった。また新たに2018-19年のアジアン・ル・マン・シリーズにデビューし、LMP2チーム、ドライバーズの両タイトルをフィリップ・ハンソンとポール・ディ・レスタで獲得し、LMP3チームランキング2位を獲得した。

### 2019年
ELMSでは、LMP2、LMP3両方でチームランキング4位だったが、この年チームは、FIA 世界耐久選手権（WEC）2019-20年シーズンのフルエントリーを行った。マシンはオレカ・07に変更し、ドライバーはフィリップ・ハンソン、フェリペ・アルブケルケ、ポール・ディ・レスタ。日本の富士と中国で表彰台を獲得し、バーレーンでWEC LMP2クラスの初優勝を果たした。

### 2020年

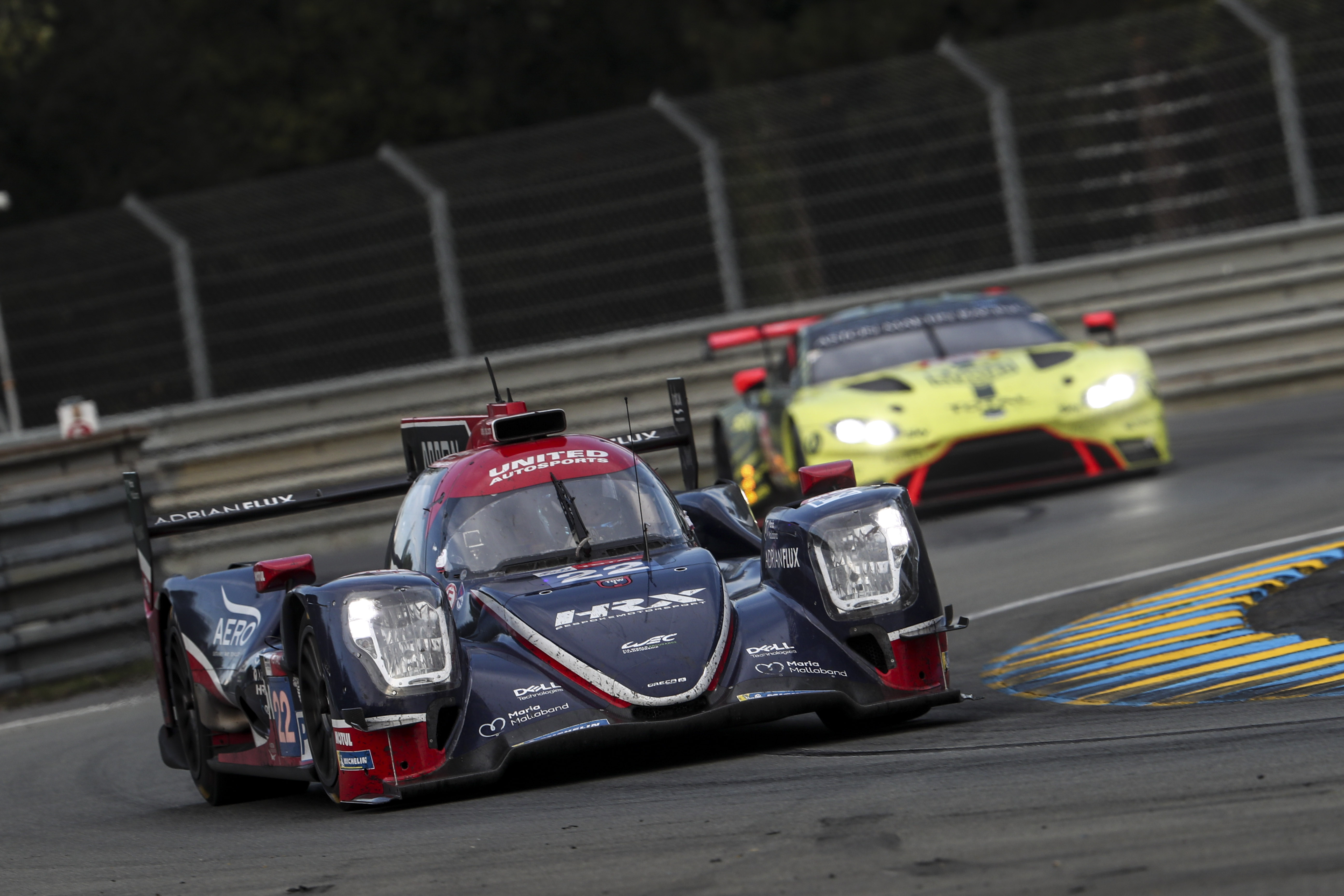
フィリップ・ハンソン、フェリペ・アルブケルケ、ポール・ディ・レスタは、2020年9月のル・マン24時間レースにおいて、LMP2クラス優勝した。

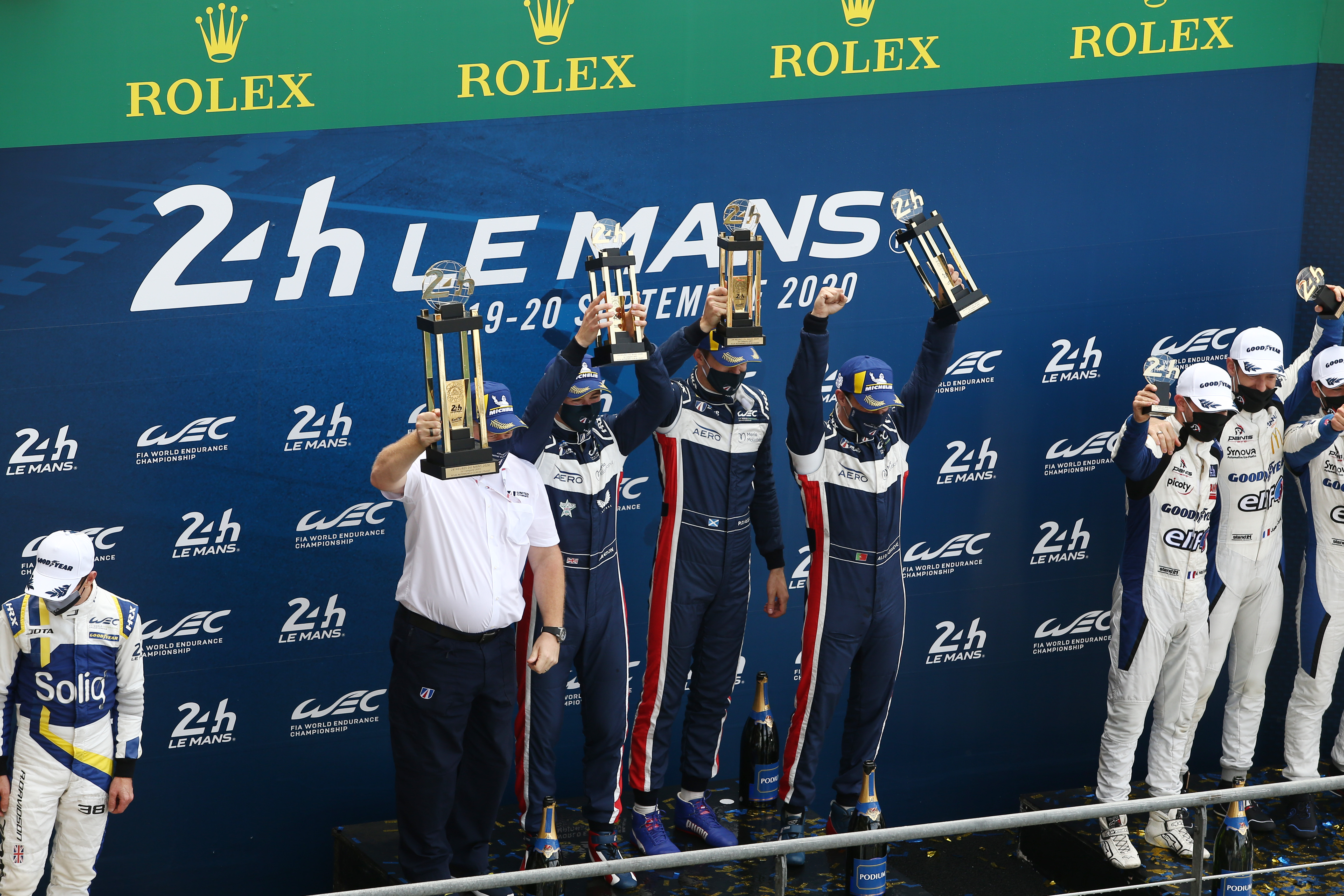
2020年ル・マン24時間レース。フィリップ・ハンソン、フェリペ・アルブケルケ、ポール・ディ・レスタの表彰台。

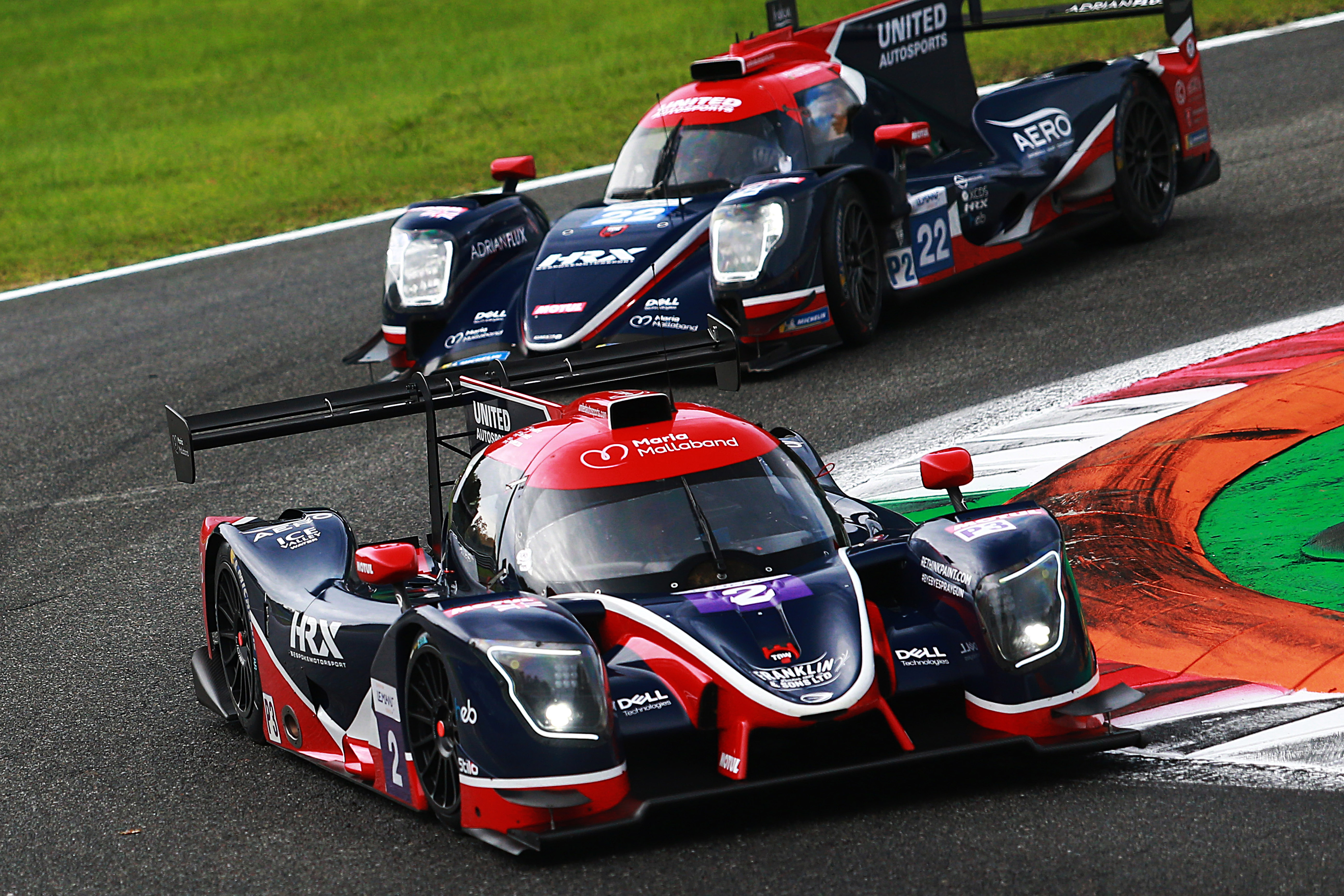
ウェイン・ボイド、トム・ギャンブル、ロブ・ウェルドンが、2020年ELMS LMP3チャンピオンを獲得した、リジェ・JS P320

2月のCOTAでも勝利し、LMP2クラスをリードしたが、COVID-19パンデミックのためレースが中断された。8月にスパでシリーズは再開され、クラス優勝を収めた。さらに9月のル・マン24時間レースでもクラス優勝を果たし、4連勝を達成。その後最終戦バーレーンで、LMP2クラスのドライバーズ、チームタイトルを獲得した。ELMSではポール・リカールと、スパでの2レースでLMP2とLMP3クラスで優勝し、ELMSタイトルへ前進した。8月末の第3戦「ル・カステレ240」のポール・リカールで、チームはLMP2で3連勝を達成し、リードを広げた。そしてフィリップ・ハンソンとフェリペ・アルブケルケは、モンツァで優勝し、ELMSのタイトルを獲得した。彼らはWEC、ル・マン24時間、ELMSのタイトルを同シーズンで獲得した最初のドライバーとなり、ユナイテッドはWEC（LMP2）、ELMS、ル・マン24時間レース（LMP2）を同年に勝利した最初のチームとなった。また、リジェ・JS P320で3度目のELMS LMP3タイトルを獲得した。ウェイン・ボイド、トム・ギャンブル、ロブ・ウェルドンが、最終戦ポルティマオ4時間レースで優勝し、過去5年間でユナイテッドは3度目のチームタイトルを獲得した。このトリオは3勝、3位1回、4回ポールを達成した。
2020年7月にユナイテッドは、エクストリームEへの参入を発表した。アンドレッティ・オートスポーツと共に新しいブランドのチーム、アンドレッティ・ユナイテッド・エクストリームEを結成した。2021年のドライバーは英国のキャシー・ムニングスとスウェーデンのティミー・ハンセン。

### 2021年以降
2021年、アラブ首長国連邦で行われた、アジアン・ル・マン・シリーズのLMP3クラスに、リジェ・JS P320で参戦。ドライバー、チームのダブルタイトルを獲得した。またマクラーレン・570S GT4でGT4・ヨーロピアンシリーズに参戦した。
2022年、デイトナ24時間レースに参戦。またWECにも2台のマシンで参戦。開幕戦セブリング1000マイルではLMP2クラスにおいて優勝した。優勝したメンバーのジョシュ・ピアソンはWECデビュー戦で優勝を果たし、WECの史上最年少の優勝者となった。同年後半のル・マン24時間レースでも最年少出場者として新たな記録を樹立した。年間ランキングは3位（23号車）となった。

## レース記録

### FIA 世界耐久選手権
| 年      | チーム                            | 車両                         | クラス | No. | ドライバー                 | Rds.        | 1       | 2      | 3       | 4       | 5     | 6     | 7      | 8     | 順位 | ポイント |
| ------- | --------------------------------- | ---------------------------- | ------ | --- | -------------------------- | ----------- | ------- | ------ | ------- | ------- | ----- | ----- | ------ | ----- | ---- | -------- |
| 2019-20 | ユナイテッド・オートスポーツ      | オレカ・07                   | LMP2   | 22  | フィリップ・ハンソン       | All         | SIL Ret | FUJ 3  | SHA 3   | BHR 1   | COA 1 | SPA 1 | LMN 1  | BHR 4 | 1位  | 190      |
| 2019-20 | ユナイテッド・オートスポーツ      | オレカ・07                   | LMP2   | 22  | フェリペ・アルブケルケ     | All         | SIL Ret | FUJ 3  | SHA 3   | BHR 1   | COA 1 | SPA 1 | LMN 1  | BHR 4 | 1位  | 190      |
| 2019-20 | ユナイテッド・オートスポーツ      | オレカ・07                   | LMP2   | 22  | ポール・ディ・レスタ       | 1, 3-8      | SIL Ret | FUJ 3  | SHA 3   | BHR 1   | COA 1 | SPA 1 | LMN 1  | BHR 4 | 1位  | 190      |
| 2019-20 | ユナイテッド・オートスポーツ      | オレカ・07                   | LMP2   | 22  | オリバー・ジャービス       | 2           | SIL Ret | FUJ 3  | SHA 3   | BHR 1   | COA 1 | SPA 1 | LMN 1  | BHR 4 | 1位  | 190      |
| 2021    | ユナイテッド・オートスポーツ・USA | オレカ・07                   | LMP2   | 22  | フィリップ・ハンソン       | All         | SPA 1   | POR 3  | MNZ 1   | LMN 10  | BHR 4 | BHR 4 |        |       | 4位  | 107      |
| 2021    | ユナイテッド・オートスポーツ・USA | オレカ・07                   | LMP2   | 22  | ファビオ・シェーラー       | 1, 3–6      | SPA 1   | POR 3  | MNZ 1   | LMN 10  | BHR 4 | BHR 4 |        |       | 4位  | 107      |
| 2021    | ユナイテッド・オートスポーツ・USA | オレカ・07                   | LMP2   | 22  | フェリペ・アルブケルケ     | 1, 3–6      | SPA 1   | POR 3  | MNZ 1   | LMN 10  | BHR 4 | BHR 4 |        |       | 4位  | 107      |
| 2021    | ユナイテッド・オートスポーツ・USA | オレカ・07                   | LMP2   | 22  | ウェイン・ボイド           | 2           | SPA 1   | POR 3  | MNZ 1   | LMN 10  | BHR 4 | BHR 4 |        |       | 4位  | 107      |
| 2021    | ユナイテッド・オートスポーツ・USA | オレカ・07                   | LMP2   | 22  | ポール・ディ・レスタ       | 2           | SPA 1   | POR 3  | MNZ 1   | LMN 10  | BHR 4 | BHR 4 |        |       | 4位  | 107      |
| 2022    | ユナイテッド・オートスポーツ・USA | オレカ・07                   | LMP2   | 22  | フィリップ・ハンソン       | All         | SEB 7   | SPA 5  | LMN 10  | MNZ 13  | FUJ 7 | BHR 6 |        |       | 7位  | 50       |
| 2022    | ユナイテッド・オートスポーツ・USA | オレカ・07                   | LMP2   | 22  | フェリペ・アルブケルケ     | All         | SEB 7   | SPA 5  | LMN 10  | MNZ 13  | FUJ 7 | BHR 6 |        |       | 7位  | 50       |
| 2022    | ユナイテッド・オートスポーツ・USA | オレカ・07                   | LMP2   | 22  | ウィル・オーウェン         | All         | SEB 7   | SPA 5  | LMN 10  | MNZ 13  | FUJ 7 | BHR 6 |        |       | 7位  | 50       |
| 2022    | ユナイテッド・オートスポーツ・USA | オレカ・07                   | LMP2   | 23  | オリバー・ジャービス       | All         | SEB 1   | SPA 6  | LMN 6   | MNZ 5   | FUJ 5 | BHR 2 |        |       | 3位  | 113      |
| 2022    | ユナイテッド・オートスポーツ・USA | オレカ・07                   | LMP2   | 23  | ジョシュ・ピアソン         | All         | SEB 1   | SPA 6  | LMN 6   | MNZ 5   | FUJ 5 | BHR 2 |        |       | 3位  | 113      |
| 2022    | ユナイテッド・オートスポーツ・USA | オレカ・07                   | LMP2   | 23  | ポール・ディ・レスタ       | 1           | SEB 1   | SPA 6  | LMN 6   | MNZ 5   | FUJ 5 | BHR 2 |        |       | 3位  | 113      |
| 2022    | ユナイテッド・オートスポーツ・USA | オレカ・07                   | LMP2   | 23  | アレックス・リン           | 2-6         | SEB 1   | SPA 6  | LMN 6   | MNZ 5   | FUJ 5 | BHR 2 |        |       | 3位  | 113      |
| 2023    | ユナイテッド・オートスポーツ      | オレカ・07                   | LMP2   | 22  | フィリップ・ハンソン       | All         | SEB 2   | POR 2  | SPA 5   | LMN 8   | MNZ 6 | FUJ 2 | BHR 9  |       | 3位  | 104      |
| 2023    | ユナイテッド・オートスポーツ      | オレカ・07                   | LMP2   | 22  | フレデリック・ルビン       | All         | SEB 2   | POR 2  | SPA 5   | LMN 8   | MNZ 6 | FUJ 2 | BHR 9  |       | 3位  | 104      |
| 2023    | ユナイテッド・オートスポーツ      | オレカ・07                   | LMP2   | 22  | フェリペ・アルブケルケ     | 1, 3–4, 6–7 | SEB 2   | POR 2  | SPA 5   | LMN 8   | MNZ 6 | FUJ 2 | BHR 9  |       | 3位  | 104      |
| 2023    | ユナイテッド・オートスポーツ      | オレカ・07                   | LMP2   | 22  | ベン・ハンリー             | 2, 5        | SEB 2   | POR 2  | SPA 5   | LMN 8   | MNZ 6 | FUJ 2 | BHR 9  |       | 3位  | 104      |
| 2023    | ユナイテッド・オートスポーツ      | オレカ・07                   | LMP2   | 23  | オリバー・ジャービス       | All         | SEB Ret | POR 1  | SPA 2   | LMN 6   | MNZ 4 | FUJ 4 | BHR 8  |       | 5位  | 92       |
| 2023    | ユナイテッド・オートスポーツ      | オレカ・07                   | LMP2   | 23  | ジョシュ・ピアソン         | All         | SEB Ret | POR 1  | SPA 2   | LMN 6   | MNZ 4 | FUJ 4 | BHR 8  |       | 5位  | 92       |
| 2023    | ユナイテッド・オートスポーツ      | オレカ・07                   | LMP2   | 23  | トム・ブロンクビスト       | 1, 3–4, 7   | SEB Ret | POR 1  | SPA 2   | LMN 6   | MNZ 4 | FUJ 4 | BHR 8  |       | 5位  | 92       |
| 2023    | ユナイテッド・オートスポーツ      | オレカ・07                   | LMP2   | 23  | ギド・ヴァン・デル・ガルデ | 2, 5        | SEB Ret | POR 1  | SPA 2   | LMN 6   | MNZ 4 | FUJ 4 | BHR 8  |       | 5位  | 92       |
| 2023    | ユナイテッド・オートスポーツ      | オレカ・07                   | LMP2   | 23  | ベン・ハンリー             | 6           | SEB Ret | POR 1  | SPA 2   | LMN 6   | MNZ 4 | FUJ 4 | BHR 8  |       | 5位  | 92       |
| 2024    | ユナイテッド・オートスポーツ      | マクラーレン・720S LMGT3 Evo | LMGT3  | 59  | ジェームス・コッティンガム | All         | QAT 14  | IMO 11 | SPA 4   | LMS Ret | SÃO 4 | COA 4 | FUJ 8  | BHR 6 | 9位  | 52       |
| 2024    | ユナイテッド・オートスポーツ      | マクラーレン・720S LMGT3 Evo | LMGT3  | 59  | ニコラス・コスタ           | All         | QAT 14  | IMO 11 | SPA 4   | LMS Ret | SÃO 4 | COA 4 | FUJ 8  | BHR 6 | 9位  | 52       |
| 2024    | ユナイテッド・オートスポーツ      | マクラーレン・720S LMGT3 Evo | LMGT3  | 59  | グレゴワール・ソーシー     | All         | QAT 14  | IMO 11 | SPA 4   | LMS Ret | SÃO 4 | COA 4 | FUJ 8  | BHR 6 | 9位  | 52       |
| 2024    | ユナイテッド・オートスポーツ      | マクラーレン・720S LMGT3 Evo | LMGT3  | 95  | ジョシュ・ケイギル         | 1-3, 5-8    | QAT 13  | IMO 6  | SPA Ret | LMS Ret | SÃO 3 | COA 7 | FUJ 17 | BHR 8 | 14位 | 36       |
| 2024    | ユナイテッド・オートスポーツ      | マクラーレン・720S LMGT3 Evo | LMGT3  | 95  | 濱口弘                     | 4           | QAT 13  | IMO 6  | SPA Ret | LMS Ret | SÃO 3 | COA 7 | FUJ 17 | BHR 8 | 14位 | 36       |
| 2024    | ユナイテッド・オートスポーツ      | マクラーレン・720S LMGT3 Evo | LMGT3  | 95  | ニコ・ピノ                 | All         | QAT 13  | IMO 6  | SPA Ret | LMS Ret | SÃO 3 | COA 7 | FUJ 17 | BHR 8 | 14位 | 36       |
| 2024    | ユナイテッド・オートスポーツ      | マクラーレン・720S LMGT3 Evo | LMGT3  | 95  | 佐藤万璃音                 | All         | QAT 13  | IMO 6  | SPA Ret | LMS Ret | SÃO 3 | COA 7 | FUJ 17 | BHR 8 | 14位 | 36       |
| 2025    | ユナイテッド・オートスポーツ      | マクラーレン・720S LMGT3 Evo | LMGT3  | 59  | セバスチャン・ボード       | TBA         | QAT     | IMO    | SPA     | LMS     | SÃO   | COA   | FUJ    | BHR   | TBD  | TBD      |
| 2025    | ユナイテッド・オートスポーツ      | マクラーレン・720S LMGT3 Evo | LMGT3  | 59  | ジェームス・コッティンガム | TBA         | QAT     | IMO    | SPA     | LMS     | SÃO   | COA   | FUJ    | BHR   | TBD  | TBD      |
| 2025    | ユナイテッド・オートスポーツ      | マクラーレン・720S LMGT3 Evo | LMGT3  | 59  | グレゴワール・ソーシー     | TBA         | QAT     | IMO    | SPA     | LMS     | SÃO   | COA   | FUJ    | BHR   | TBD  | TBD      |
| 2025    | ユナイテッド・オートスポーツ      | マクラーレン・720S LMGT3 Evo | LMGT3  | 95  | ダレン・レオン             | TBA         | QAT     | IMO    | SPA     | LMS     | SÃO   | COA   | FUJ    | BHR   | TBD  | TBD      |
| 2025    | ユナイテッド・オートスポーツ      | マクラーレン・720S LMGT3 Evo | LMGT3  | 95  | ショーン・ゲラエル         | TBA         | QAT     | IMO    | SPA     | LMS     | SÃO   | COA   | FUJ    | BHR   | TBD  | TBD      |
| 2025    | ユナイテッド・オートスポーツ      | マクラーレン・720S LMGT3 Evo | LMGT3  | 95  | 佐藤万璃音                 | TBA         | QAT     | IMO    | SPA     | LMS     | SÃO   | COA   | FUJ    | BHR   | TBD  | TBD      |

- 太字はポールポジション、斜字はファステストラップ。(key)
- * : 今シーズンの順位。（現時点）

### ル・マン24時間レース
| ル・マン24時間レース 結果 | ル・マン24時間レース 結果         | ル・マン24時間レース 結果 | ル・マン24時間レース 結果    | ル・マン24時間レース 結果                                              | ル・マン24時間レース 結果 | ル・マン24時間レース 結果 | ル・マン24時間レース 結果 | ル・マン24時間レース 結果 |
| 年                        | エントリー                        | 車番                      | マシン                       | ドライバー                                                             | クラス                    | 周回数                    | 順位                      | クラス 順位               |
| ------------------------- | --------------------------------- | ------------------------- | ---------------------------- | ---------------------------------------------------------------------- | ------------------------- | ------------------------- | ------------------------- | ------------------------- |
| 2017年                    | ユナイテッド・オートスポーツ      | 32                        | リジェ・JS P217-ギブソン     | ウィル・オーウェン ウーゴ・ドゥ・サデレール フェリペ・アルブケルケ     | LMP2                      | 362                       | 5位                       | 4位                       |
| 2018年                    | ユナイテッド・オートスポーツ      | 22                        | リジェ・JS P217-ギブソン     | フィリップ・ハンソン ポール・ディ・レスタ フェリペ・アルブケルケ       | LMP2                      | 288                       | DNF                       | DNF                       |
| 2018年                    | ユナイテッド・オートスポーツ      | 32                        | リジェ・JS P217-ギブソン     | ウーゴ・ドゥ・サデレール ウィル・オーウェン ファン・パブロ・モントーヤ | LMP2                      | 365                       | 7位                       | 3位                       |
| 2019年                    | ユナイテッド・オートスポーツ      | 22                        | リジェ・JS P217-ギブソン     | フィリップ・ハンソン ポール・ディ・レスタ フェリペ・アルブケルケ       | LMP2                      | 364                       | 9位                       | 4位                       |
| 2019年                    | ユナイテッド・オートスポーツ      | 32                        | リジェ・JS P217-ギブソン     | ライアン・カレン アレックス・ブランドル ウィル・オーウェン             | LMP2                      | 348                       | 19位                      | 14位                      |
| 2020年                    | ユナイテッド・オートスポーツ      | 22                        | オレカ・07-ギブソン          | フィリップ・ハンソン フェリペ・アルブケルケ ポール・ディ・レスタ       | LMP2                      | 370                       | 5位                       | 1位                       |
| 2020年                    | ユナイテッド・オートスポーツ      | 32                        | オレカ・07-ギブソン          | ウィル・オーウェン アレックス・ブランドル ジョブ・ヴァン・ウィタート   | LMP2                      | 359                       | 17位                      | 13位                      |
| 2021年                    | ユナイテッド・オートスポーツ・USA | 22                        | オレカ・07-ギブソン          | フィリップ・ハンソン ファビオ・シェーラー フェリペ・アルブケルケ       | LMP2                      | 328                       | 40位                      | 18位                      |
| 2021年                    | ユナイテッド・オートスポーツ      | 23                        | オレカ・07-ギブソン          | ポール・ディ・レスタ ウェイン・ボイド アレックス・リン                 | LMP2                      | 361                       | 9位                       | 4位                       |
| 2021年                    | ユナイテッド・オートスポーツ      | 32                        | オレカ・07-ギブソン          | ニコ・ジャミン ジョナサン・アバーディン マヌエル・マルドナド           | LMP2                      | 75                        | DNF                       | DNF                       |
| 2022年                    | ユナイテッド・オートスポーツ・USA | 22                        | オレカ・07-ギブソン          | フィリップ・ハンソン フェリペ・アルブケルケ ウィル・オーウェン         | LMP2                      | 366                       | 14位                      | 10位                      |
| 2022年                    | ユナイテッド・オートスポーツ・USA | 23                        | オレカ・07-ギブソン          | アレックス・リン オリバー・ジャービス ジョシュ・ピアソン               | LMP2                      | 368                       | 10位                      | 6位                       |
| 2023年                    | ユナイテッド・オートスポーツ      | 22                        | オレカ・07-ギブソン          | フィリップ・ハンソン フレデリック・ルビン フェリペ・アルブケルケ       | LMP2                      | 321                       | 21位                      | 11位                      |
| 2023年                    | ユナイテッド・オートスポーツ      | 23                        | オレカ・07-ギブソン          | トム・ブロンクビスト オリバー・ジャービス ジョシュ・ピアソン           | LMP2                      | 323                       | 18位                      | 8位                       |
| 2024年                    | ユナイテッド・オートスポーツ・USA | 23                        | オレカ・07-ギブソン          | フェリペ・アルブケルケ ベン・ハンリー ベン・キーティング               | LMP2 Pro-Am               | 272                       | 42位                      | 6位                       |
| 2024年                    | ユナイテッド・オートスポーツ      | 22                        | オレカ・07-ギブソン          | ビジョイ・ガーグ オリバー・ジャービス ノーラン・シーゲル               | LMP2                      | 297                       | 15位                      | 1位                       |
| 2024年                    | ユナイテッド・オートスポーツ      | 59                        | マクラーレン・720S LMGT3 Evo | ニコラス・コスタ ジェームス・コッティンガム グレゴワール・ソーシー     | LMGT3                     | 220                       | DNF                       | DNF                       |
| 2024年                    | ユナイテッド・オートスポーツ      | 95                        | マクラーレン・720S LMGT3 Evo | 濱口弘 ニコ・ピノ 佐藤万璃音                                           | LMGT3                     | 212                       | DNF                       | DNF                       |